# Îles Fram
Îles Fram är en ögrupp i Antarktis. Den ligger i havet utanför Östantarktis. Frankrike gör anspråk på området.